# Consoană laminală
În fonetică, se numește consoană laminală o consoană pronunțată cu lama limbii, adică partea plată dinapoia vîrfului limbii. Consoanele laminale fac parte din clasa consoanelor coronale, între care se mai numără și consoanele apicale.